# Aerounion - Aerotransporte de Carga Union-vlucht 302
Aerounion – Aerotransporte de Carga Union-vlucht 302 was een Airbus A300B4F die op 13 april kort na het opstijgen neerstortte. Het was een vrachtvlucht van Monterrey, Mexico naar Los Angeles International Airport, Verenigde Staten.
Het vliegtuig van de Mexicaanse maatschappij Aerounion – Aerotransporte de Carga Unión, stortte neer op 13 april 2010 om 23:30 uur lokale tijd (4:30 GMT+1). Het vliegtuig met vliegtuigregistratienummer XA-TUE stortte na een doorstart op de Internationale Luchthaven Generaal Mariano Escobedo in Monterrey neer en raakte hierbij een auto. Zowel de tweekoppige bemanning alsook de drie inzittenden van de auto kwamen hierbij om het leven.